# WTA-toernooi van Palm Beach

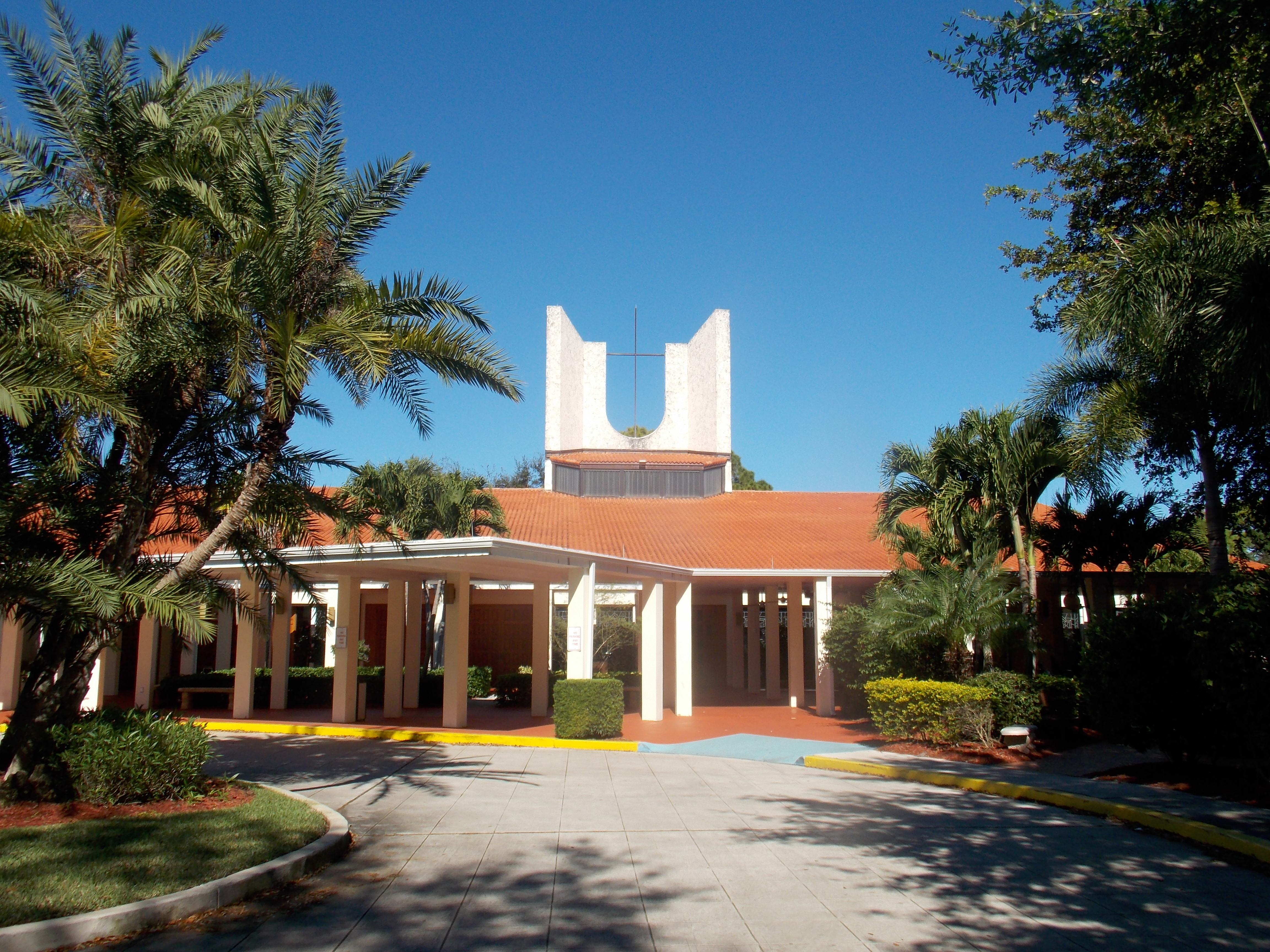
Palm Beach Gardens

Het WTA-toernooi van Palm Beach was een tennistoernooi voor vrouwen dat van 1982 tot en met 1985 plaatsvond in de Amerikaanse plaats Palm Beach. Vier van de vijf keer ging de Amerikaanse Chris Evert met de trofee naar huis.
Speciale edities
- De editie van 1982 was een demonstratietoernooi.[1]
- De editie van 1984 wordt ook wel tot het WTA-toernooi van Florida gerekend.[2]
- In 1985 vond het toernooi tweemaal plaats, in twee opeenvolgende weken. Het tweede toernooi, aangeduid als 1985II, werd met vijf deelneemsters gespeeld[3] en duurde slechts één dag.[4]

De WTA organiseerde het toernooi, dat werd gespeeld op gravelbanen in Palm Beach Gardens.
Het aantal deelneemsters liep per jaar sterk uiteen. Meestal was er ook een dubbelspeltoernooi aan verbonden.

## Officiële namen en toernooi-opzet per jaar
| jaar   | officiële naam            | deelneemsters enkelspel | dubbel- spel |
| ------ | ------------------------- | ----------------------- | ------------ |
| 1982   | Citizen Cup               | 4                       | ja           |
| 1983   | Murjani Cup               | 56                      | ja           |
| 1984   | Virginia Slims of Florida | 56                      | ja           |
| 1985I  | WTA of Palm Beach Gardens | 32                      | ja           |
| 1985II | Ford Cup-4 Woman Special  | 5                       | nee          |

## Meervoudig winnaressen enkelspel
| speelster   | aantal titels | in de jaren              |
| ----------- | ------------- | ------------------------ |
| Chris Evert | 4             | 1982, 1983, 1984, 1985II |

## Finales

### Enkelspel
| Datum      | Naam                      | ($)!    | Winnares         | Verliezend finaliste | Uitslag       |
| ---------- | ------------------------- | ------- | ---------------- | -------------------- | ------------- |
| 1982-04-03 | Citizen Cup               | 200.000 | Chris Evert      | Andrea Jaeger        | 6-1, 7-5      |
| 1983-01-31 | Murjani Cup               | 150.000 | Chris Evert      | Andrea Jaeger        | 6-3, 6-3      |
| 1984-03-12 | Virginia Slims of Florida | 150.000 | Chris Evert      | Bonnie Gadusek       | 6-0, 6-1      |
| 1985-03-25 | WTA of Palm Beach Gardens | 50.000  | Kathleen Horvath | Petra Delhees-Jauch  | 3-6, 6-3, 6-3 |
| 1985-04-01 | Ford Cup-4 Woman Special  | 200.000 | Chris Evert      | Hana Mandlíková      | 6-3, 6-3      |

### Dubbelspel
| Datum      | Naam                      | ($)     | Winnaressen                 | Verliezend finalistes                | Uitslag       |
| ---------- | ------------------------- | ------- | --------------------------- | ------------------------------------ | ------------- |
| 1982-04-03 | Citizen Cup               | 200.000 | Rosie Casals Wendy Turnbull | Evonne Goolagong Betty Stöve         | 6-1, 7-6      |
| 1983-01-31 | Murjani Cup               | 150.000 | Barbara Potter Sharon Walsh | Kathy Jordan Paula Smith             | 6-4, 4-6, 6-2 |
| 1984-03-12 | Virginia Slims of Florida | 150.000 | Betsy Nagelsen Anne White   | Rosalyn Fairbank Candy Reynolds      | 2-6, 6-2, 6-2 |
| 1985-03-25 | WTA of Palm Beach Gardens | 50.000  | JoAnne Russell Anne Smith   | Laura Gildemeister Gabriela Sabatini | 1-6, 6-1, 7-6 |